# Gran Premio motociclistico d'Italia 2009
Il Gran Premio motociclistico d'Italia 2009 corso il 31 maggio, è stato il quinto Gran Premio della stagione 2009 e ha visto vincere: Casey Stoner in MotoGP, Mattia Pasini nella classe 250 e Bradley Smith nella classe 125.

## MotoGP
Sete Gibernau non partecipa a questo Gran Premio per infortunio.

### Arrivati al traguardo
| Pos | Nº | Pilota           | Squadra                 | Motocicletta | Giri | Tempo     | Griglia | Punti |
| --- | -- | ---------------- | ----------------------- | ------------ | ---- | --------- | ------- | ----- |
| 1   | 27 | Casey Stoner     | Ducati Marlboro         | Ducati       | 23   | 45:41.894 | 2       | 25    |
| 2   | 99 | Jorge Lorenzo    | Fiat Yamaha             | Yamaha       | 23   | +1.001    | 1       | 20    |
| 3   | 46 | Valentino Rossi  | Fiat Yamaha             | Yamaha       | 23   | +2.076    | 4       | 16    |
| 4   | 4  | Andrea Dovizioso | Repsol Honda            | Honda        | 23   | +2.129    | 7       | 13    |
| 5   | 65 | Loris Capirossi  | Rizla Suzuki            | Suzuki       | 23   | +3.274    | 3       | 11    |
| 6   | 5  | Colin Edwards    | Monster Yamaha Tech 3   | Yamaha       | 23   | +24.451   | 6       | 10    |
| 7   | 52 | James Toseland   | Monster Yamaha Tech 3   | Yamaha       | 23   | +25.621   | 14      | 9     |
| 8   | 14 | Randy de Puniet  | LCR Honda               | Honda        | 23   | +26.046   | 5       | 8     |
| 9   | 88 | Niccolò Canepa   | Pramac Racing           | Ducati       | 23   | +31.815   | 13      | 7     |
| 10  | 7  | Chris Vermeulen  | Rizla Suzuki            | Suzuki       | 23   | +34.814   | 11      | 6     |
| 11  | 33 | Marco Melandri   | Hayate Racing           | Kawasaki     | 23   | +35.090   | 15      | 5     |
| 12  | 69 | Nicky Hayden     | Ducati Marlboro         | Ducati       | 23   | +39.122   | 16      | 4     |
| 13  | 36 | Mika Kallio      | Pramac Racing           | Ducati       | 23   | +52.462   | 17      | 3     |
| 14  | 24 | Toni Elías       | San Carlo Honda Gresini | Honda        | 23   | +52.478   | 9       | 2     |
| 15  | 15 | Alex De Angelis  | San Carlo Honda Gresini | Honda        | 22   | +1 giro   | 12      | 1     |

### Ritirati
| Nº | Pilota         | Squadra      | Motocicletta | Giri | Griglia |
| -- | -------------- | ------------ | ------------ | ---- | ------- |
| 3  | Dani Pedrosa   | Repsol Honda | Honda        | 12   | 8       |
| 72 | Yūki Takahashi | Scot Racing  | Honda        | 10   | 10      |

## Classe 250

### Arrivati al traguardo
| Pos | Nº | Pilota              | Squadra                     | Motocicletta | Giri | Tempo     | Griglia | Punti |
| --- | -- | ------------------- | --------------------------- | ------------ | ---- | --------- | ------- | ----- |
| 1   | 75 | Mattia Pasini       | Toth Aprilia                | Aprilia      | 21   | 45:38.391 | 8       | 25    |
| 2   | 58 | Marco Simoncelli    | Metis Gilera                | Gilera       | 21   | +0.117    | 2       | 20    |
| 3   | 19 | Álvaro Bautista     | Mapfre Aspar                | Aprilia      | 21   | +1.293    | 1       | 16    |
| 4   | 12 | Thomas Lüthi        | Emmi - Caffe Latte          | Aprilia      | 21   | +24.557   | 6       | 13    |
| 5   | 40 | Héctor Barberá      | Pepe World Team             | Aprilia      | 21   | +27.014   | 3       | 11    |
| 6   | 4  | Hiroshi Aoyama      | Scot Racing                 | Honda        | 21   | +30.037   | 4       | 10    |
| 7   | 6  | Alex Debón          | Aeropuerto-Castello-Blusens | Aprilia      | 21   | +31.325   | 5       | 9     |
| 8   | 55 | Héctor Faubel       | Valencia CF - Honda SAG     | Honda        | 21   | +35.178   | 13      | 8     |
| 9   | 35 | Raffaele De Rosa    | Scot Racing                 | Honda        | 21   | +44.856   | 9       | 7     |
| 10  | 15 | Roberto Locatelli   | Metis Gilera                | Gilera       | 21   | +46.483   | 10      | 6     |
| 11  | 25 | Alex Baldolini      | WTR San Marino              | Aprilia      | 21   | +49.521   | 17      | 5     |
| 12  | 63 | Mike Di Meglio      | Mapfre Aspar                | Aprilia      | 21   | +1:00.539 | 14      | 4     |
| 13  | 17 | Karel Abraham       | Cardion AB Motoracing       | Aprilia      | 21   | +1:23.730 | 11      | 3     |
| 14  | 14 | Ratthapark Wilairot | Thai Honda PTT SAG          | Honda        | 21   | +1:25.519 | 7       | 2     |
| 15  | 10 | Imre Tóth           | Toth Aprilia                | Aprilia      | 21   | +1:30.397 | 18      | 1     |
| 16  | 11 | Balázs Németh       | Balatonring Team            | Aprilia      | 20   | +1 giro   | 22      |       |
| 17  | 7  | Axel Pons           | Pepe World Team             | Aprilia      | 20   | +1 giro   | 19      |       |
| 18  | 8  | Bastien Chesaux     | Racing Team Germany         | Honda        | 20   | +1 giro   | 24      |       |
| 19  | 53 | Valentin Debise     | CIP Moto - GP250            | Honda        | 20   | +1 giro   | 20      |       |
| 20  | 37 | Daniel Arcas        | Milar - Juegos Lucky        | Aprilia      | 18   | +3 giri   | 23      |       |

### Ritirati
| Nº | Pilota          | Squadra                 | Motocicletta | Giri | Griglia |
| -- | --------------- | ----------------------- | ------------ | ---- | ------- |
| 48 | Shōya Tomizawa  | CIP Moto - GP250        | Honda        | 6    | 16      |
| 52 | Lukáš Pešek     | Auto Kelly - CP         | Aprilia      | 5    | 15      |
| 56 | Vladimir Leonov | Viessmann Kiefer Racing | Aprilia      | 4    | 21      |
| 16 | Jules Cluzel    | Matteoni Racing         | Aprilia      | 0    | 12      |

## Classe 125

### Arrivati al traguardo
| Pos | Nº | Pilota             | Squadra                 | Motocicletta | Giri | Tempo     | Griglia | Punti |
| --- | -- | ------------------ | ----------------------- | ------------ | ---- | --------- | ------- | ----- |
| 1   | 38 | Bradley Smith      | Bancaja Aspar           | Aprilia      | 20   | 40:09.523 | 1       | 25    |
| 2   | 18 | Nicolás Terol      | Jack & Jones Team       | Aprilia      | 20   | +0.216    | 12      | 20    |
| 3   | 60 | Julián Simón       | Bancaja Aspar           | Aprilia      | 20   | +7.114    | 3       | 16    |
| 4   | 44 | Pol Espargaró      | Derbi Racing            | Derbi        | 20   | +11.829   | 8       | 13    |
| 5   | 93 | Marc Márquez       | Red Bull KTM Moto Sport | KTM          | 20   | +12.315   | 5       | 11    |
| 6   | 14 | Johann Zarco       | WTR San Marino          | Aprilia      | 20   | +14.605   | 7       | 10    |
| 7   | 45 | Scott Redding      | Blusens Aprilia         | Aprilia      | 20   | +15.305   | 2       | 9     |
| 8   | 17 | Stefan Bradl       | Viessmann Kiefer Racing | Aprilia      | 20   | +22.255   | 19      | 8     |
| 9   | 32 | Lorenzo Savadori   | Fontana Racing          | Aprilia      | 20   | +22.392   | 20      | 7     |
| 10  | 11 | Sandro Cortese     | Ajo Interwetten         | Derbi        | 20   | +29.239   | 9       | 6     |
| 11  | 33 | Sergio Gadea       | Bancaja Aspar           | Aprilia      | 20   | +36.359   | 4       | 5     |
| 12  | 8  | Lorenzo Zanetti    | Ongetta Team I.S.P.A.   | Aprilia      | 20   | +36.444   | 16      | 4     |
| 13  | 35 | Randy Krummenacher | Degraaf Grand Prix      | Aprilia      | 20   | +36.507   | 13      | 3     |
| 14  | 94 | Jonas Folger       | Ongetta Team I.S.P.A.   | Aprilia      | 20   | +36.581   | 23      | 2     |
| 15  | 73 | Takaaki Nakagami   | Ongetta Team I.S.P.A.   | Aprilia      | 20   | +36.636   | 22      | 1     |
| 16  | 12 | Esteve Rabat       | Blusens Aprilia         | Aprilia      | 20   | +36.834   | 14      |       |
| 17  | 61 | Luigi Morciano     | Junior GP Racing Dream  | Aprilia      | 20   | +49.870   | 24      |       |
| 18  | 24 | Simone Corsi       | Jack & Jones Team       | Aprilia      | 20   | +50.419   | 11      |       |
| 19  | 77 | Dominique Aegerter | Ajo Interwetten         | Derbi        | 20   | +1:05.900 | 18      |       |
| 20  | 51 | Riccardo Moretti   | Elligi Racing           | Aprilia      | 20   | +1:06.019 | 21      |       |
| 21  | 64 | Davide Stirpe      | CRP Racing              | Honda        | 20   | +1:20.225 | 26      |       |
| 22  | 69 | Lukáš Šembera      | Matteoni Racing         | Aprilia      | 20   | +1:21.946 | 25      |       |
| 23  | 53 | Jasper Iwema       | Racing Team Germany     | Honda        | 20   | +1:43.074 | 30      |       |
| 24  | 63 | Gennaro Sabatino   | Junior GP Racing Dream  | Aprilia      | 19   | +1 giro   | 29      |       |
| 25  | 10 | Luca Vitali        | CBC Corse               | Aprilia      | 19   | +1 giro   | 33      |       |
| 26  | 62 | Alessandro Tonucci | Junior GP Racing Dream  | Aprilia      | 19   | +1 giro   | 27      |       |

### Ritirati
| Nº | Pilota           | Squadra               | Motocicletta | Giri | Griglia |
| -- | ---------------- | --------------------- | ------------ | ---- | ------- |
| 87 | Luca Marconi     | CBC Corse             | Aprilia      | 12   | 32      |
| 99 | Danny Webb       | Degraaf Grand Prix    | Aprilia      | 8    | 10      |
| 29 | Andrea Iannone   | Ongetta Team I.S.P.A. | Aprilia      | 5    | 6       |
| 6  | Joan Olivé       | Derbi Racing          | Derbi        | 5    | 17      |
| 7  | Efrén Vázquez    | Derbi Racing          | Derbi        | 5    | 15      |
| 71 | Tomoyoshi Koyama | Loncin Racing         | Loncin       | 2    | 28      |
| 5  | Alexis Masbou    | Loncin Racing         | Loncin       | 1    | 31      |

### Non qualificato
| Nº | Pilota           | Squadra                 | Motocicletta |
| -- | ---------------- | ----------------------- | ------------ |
| 16 | Cameron Beaubier | Red Bull KTM Moto Sport | KTM          |